# Средняцкий
Середняцкий (бел. Серадняцкі) — посёлок в Даниловичском сельсовете Ветковского района Гомельской области Белоруссии.

## География

### Расположение
В 19 км на северо-запад от Ветки, 5 км от железнодорожной станции Лазурная (на линии Жлобин — Гомель), 41 км от Гомеля.

### Гидрография
На западе мелиоративный канал, соединенный с рекой Беличанка (приток реки Уза).

## Транспортная сеть
Автодорога Даниловичи — Большевик. Планировка состоит из короткой прямолинейной, почти широтной ориентации улицы, застроенной деревянными домами усадебного типа.

## История
Основан в начале XX века переселенцами из соседних деревень. В 1930 году жители вступили в колхоз. Во время Великой Отечественной войны 9 жителей погибли на фронте. В 1959 году в составе колхоза «Заря» (центр — деревня Пыхань).

## Население

### Численность
- 1999 год — 16 хозяйств, 28 жителей.

### Динамика
- 1940 год — 35 дворов 98 жителей.
- 1959 год — 146 жителей (согласно переписи).
- 1999 год — 16 хозяйств, 28 жителей.